# オスカル・バグイ
オスカル・ダルミロ・バグイ・アングロ（Óscar Dalmiro Bagüí Angulo 、1982年12月10日 - ）は、エクアドル・エスメラルダス県ボルボン出身の元プロサッカー選手。元サッカーエクアドル代表。現役時代のポジションはDF。

## 経歴

### クラブ
CDオメルドでプロデビュー。以来、エクアドル国内のクラブを渡り歩いている。

### 代表
2005年1月のパナマ代表戦でエクアドル代表デビュー。コパ・アメリカ2007では全3試合に出場したが、チームはグループステージで敗退した。同年には2010 FIFAワールドカップ・南米予選にも出場。

## 所属クラブ
- CDオメルド 2003-2007
- バルセロナSC 2008-2009
- ウニベルシダ・カトリカ 2010-2011
- CSエメレク 2011-2021

## 代表歴

### 出場大会
- エクアドル代表
  - 2014 FIFAワールドカップ

### 試合数
- 国際Aマッチ 26試合 0得点（2005年-2017年）[1]

| エクアドル代表 | 国際Aマッチ | 国際Aマッチ |
| 年             | 出場        | 得点        |
| -------------- | ----------- | ----------- |
| 2005           | 3           | 0           |
| 2006           | 0           | 0           |
| 2007           | 14          | 0           |
| 2008           | 0           | 0           |
| 2009           | 0           | 0           |
| 2010           | 0           | 0           |
| 2011           | 0           | 0           |
| 2012           | 0           | 0           |
| 2013           | 2           | 0           |
| 2014           | 2           | 0           |
| 2015           | 3           | 0           |
| 2016           | 0           | 0           |
| 2017           | 2           | 0           |
| 通算           | 26          | 0           |

## タイトル
CSエメレク
- セリエA: 2013, 2014, 2015, 2017